# Arctanxy
Funktioner med navne som arctanxy eller arctan2 benyttes i matematik til bestemmelse af retningsvinklen {\displaystyle \theta } (theta) hørende til et givet punkt i planen med kartesiske (rektangulære) koordinater {\displaystyle (x,y)}. Dog tildeles origo, altså punktet med koordinaterne {\displaystyle (0,0)}, ikke nogen retningsvinkel. Figuren illustrerer sammenhængen mellem {\displaystyle (x,y)} og {\displaystyle \theta }.

## Problematik
Kender man et punkts afstand {\displaystyle r} fra origo {\displaystyle (0,0)} og dets retningsvinkel {\displaystyle \theta } (altså punktets polære koordinater {\displaystyle (r,\theta )}, kan man let beregnet punktets kartesiske koordinater {\displaystyle (x,y)}:
{\displaystyle {\begin{cases}x=\cos(\theta )\cdot r\\y=\sin(\theta )\cdot r\end{cases}}}
Til beregning den omvendte vej fra {\displaystyle (x,y)} til {\displaystyle \theta } er den matematiske funktion {\displaystyle \arctan } utilstrækkelig, da den ikke kan skelne mellem to mulige retningsvinkler, {\displaystyle \theta } eller {\displaystyle \theta +180^{\circ }}. For at løse dette problen er det nødvendigt at benytte en funktion med to argumenter, nemlig koordinaterne {\displaystyle x} og {\displaystyle y}. Men de præsenterede løsninger er uenige om rækkefølgen.

## arctan2
I 1961 implementerede programmeringssproget Fortran IV en funktion med to argumenter, {\displaystyle \operatorname {atan2} }, med parameterrækkefølgen {\displaystyle (y,x)}, således at
{\displaystyle \operatorname {atan2} (y,x)=\operatorname {atan} (y/x)} for positive {\displaystyle x}.
hvor {\displaystyle \operatorname {atan} } er Fortrans betegnelse for {\displaystyle \arctan }. Parameterrækkefølgen er her valgt at følge brøkskrivemåden {\displaystyle y/x}, men er den modsatte af standardkoordinatrækkefølgen {\displaystyle (x,y)}. Nedenstående given en oversigt over, hvilken software, der anvender hvilken konvention.

### arctan2(y,x)
- Fortran.
- Programmeringssproget C benytter konventionen {\displaystyle \operatorname {atan2} (y,x)}.
- I Common Lisp skrives {\displaystyle (\operatorname {atan} y\ x)}.[2]

### arctan2(x,y)
- Microsoft Excel,[3] OpenOffice.org Calc og Google Spreadsheets,[4] benytter {\displaystyle (x,y)}-konventionen. I dansk Excel er celleformlen =arctan2(x_koordinat,y_koordinat).
- I Mathematica anvendes formen {\displaystyle \operatorname {ArcTan} [x,y]}. Mathematica klassificerer {\displaystyle \operatorname {ArcTan} [0,0]} som et ubestemt udtryk.
- I de fleste grafiske lommeregnere fra Texas Instruments er det tilsvarende kald R►Pθ og argumentrækkefølgen er {\displaystyle (x,y)}.

## arctanxy
Ved dette valg af navngivning er der ikke tvivl om argumentrækkefølgen, kaldet er {\displaystyle \operatorname {arctanxy} (x,y)}.

## Implementation af arctanxy
Programmeringssprog, som indeholder en {\displaystyle \arctan }-funktion kan let konstruere {\displaystyle \operatorname {arctanxy} }. Herunder vises en implementation af {\displaystyle \operatorname {arctanxy} } i programmeringssproget Visual Basic, hvor retningsvinklen leveres i radianer i intervallet {\displaystyle [{\text{0, 2}}\cdot \pi [}:
```
Public Pi As Double
Public PiQuart As Double
Public PiHalf As Double
Public Pi3half As Double
Public PiTwice As Double
Public mcDegToRad As Double

Sub InitMath()
    PiQuart = Atn(1)
    Pi = 4 * PiQuart
    PiHalf = 2 * PiQuart
    Pi3half = 6 * PiQquart
    PiTwice = 8 * PiQuart
    mcRadToDeg = 45 / PiQuart    ' 1 rad = 180/Pi degrees
End Sub
    
Public Function RadToDeg(x As Double) As Double
    RadToDeg = mcRadToDeg * x
End Function

Function AtnDeg(x As Double) As Double
    AtnDeg = RadToDeg(Atn(x))
End Function

Public Function ArctanXY_0_2pi(x As Double, y As Double) As Double
    Dim xAbs As Double, yAbs As Double, Phi As Double
    xAbs = Abs(x): yAbs = Abs(y)
    Select Case True
        Case x >= yAbs   ' Octants 1 and 8
            Phi = Atn(y / x)
            If y < 0 Then Phi = PiTwice + Phi    ' Octant 8
        Case y >= xAbs   ' Octants 2 and 3
            Phi = PiHalf - Atn(x / y)
        Case -x >= yAbs   ' Octants 4 and 5
            Phi = Pi + Atn(y / x)
        Case -y >= xAbs   ' Octants 6 and 7
            Phi = Pi3half - Atn(x / y)
    End Select
    ArctanXY_0_2pi = Phi
End Function

```

Ønskes retningsvinklen i grader, kan følgende konstruktion benyttes. På grund af afrundingsfejl i beregningerne må denne version anbefales i stedet for at benytte ovenstående og derefter konvertere vinklen fra radianer til grader. Retningsvinklen leveres i grader i intervallet {\displaystyle [{\text{0;}}\ 360[}:
```
Public Function ArctanXY_0_360(x As Double, y As Double) As Double
    Dim xAbs As Double, yAbs As Double, Phi As Double
    xAbs = Abs(x): yAbs = Abs(y)
    Select Case True
        Case x >= yAbs   ' Octants 1 and 8
            Phi = AtnDeg(y / x)
            If y < 0 Then Phi = 360 + Phi    ' Octant 8
        Case y >= xAbs   ' Octants 2 and 3
            Phi = 90 - AtnDeg(x / y)
        Case -x >= yAbs   ' Octants 4 and 5
            Phi = 180 + AtnDeg(y / x)
        Case -y >= xAbs   ' Octants 6 and 7
            Phi = 270 - AtnDeg(x / y)
    End Select
    ArctanXY_0_360 = Phi
End Function

```